# クリス・チャベス
クリス・チャベス (Chris Chavez) は、日本在住のアメリカ出身のエンターテイナー（歌手・ダンサー）である。
特に、美空ひばりの歌を日本語と英語の両方で歌う事で有名。
2000年には、「To MISORA　HIBARI with LOVE　Chris」と題して、
美空ひばりの歌を自ら英語に訳しカヴァーしたCDを、ひばりと同じ日本コロムビア・レコードからリリースしている。
彼女の芸能は、歌手活動（テレビ出演、舞台他）、ダンサー、日本舞踊と幅が広い。